# HD 92354
HD 92354，又名BD+69 583，SAO 15260、HR 4176，是一颗恒星，视星等为5.75，位于銀經138.94，銀緯44.44，其B1900.0坐标为赤經10h 34m 41.7s，赤緯+68° 44.44′ 57″。